# Guillaume Delisle

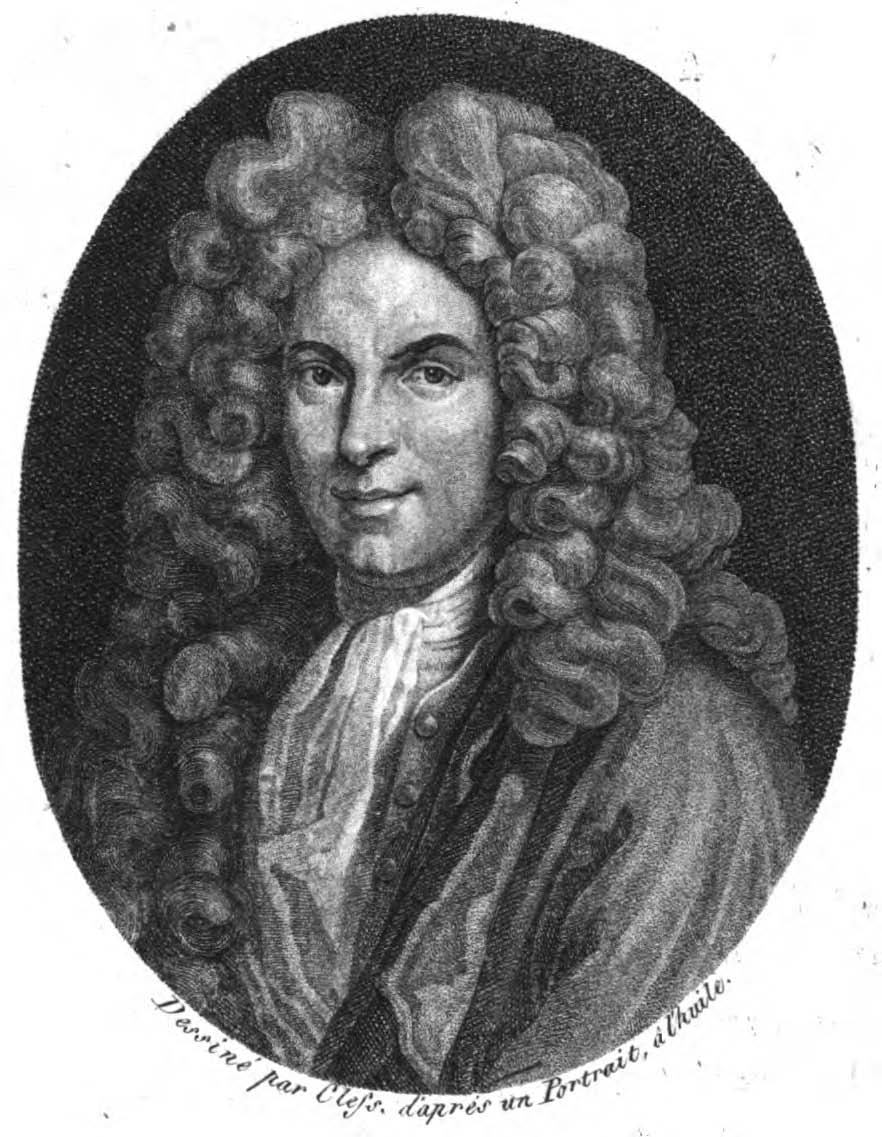
Guillaume de l'Isle

Guillaume Delisle, född 28 februari 1675 i Paris, död där 25 januari 1726, var en fransk geograf och kartograf; bror till Joseph Nicolas Delisle.
Delisle betecknar det stora genombrottet i kartografin, då man övergav de ptolemaiska principerna och övergick till att använda sig av astronomiska iakttagelser. Han gjorde sig först känd 1699 med en karta över de fyra då kända världsdelarna, där han bland annat fastslår Medelhavets verkliga storlek och reducerar Asiens utsträckning mot öster till de rätta dimensionerna; samtidigt framställde han två glober, en över Jorden och en över himlen. År 1718 blev han utnämnd till kunglig geograf, och från denna tidpunkt utkom nästan ingen världshistoria eller reseskildring, utan att den var prydd med hans kartor. Hans mest kända verk, Atlas géographique, utgavs av Ph. Buaches 1789.

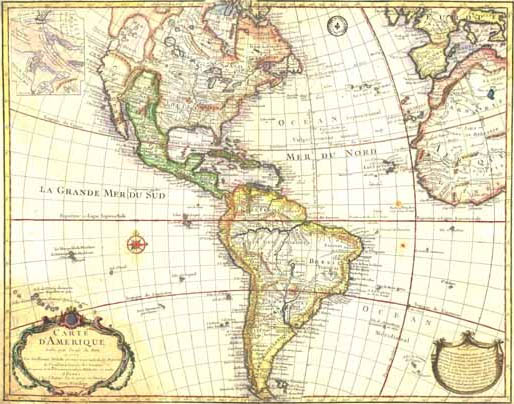
Delisles Carte d'Amérique, 1722